# Muzeum Fort XII Werner w Żurawicy

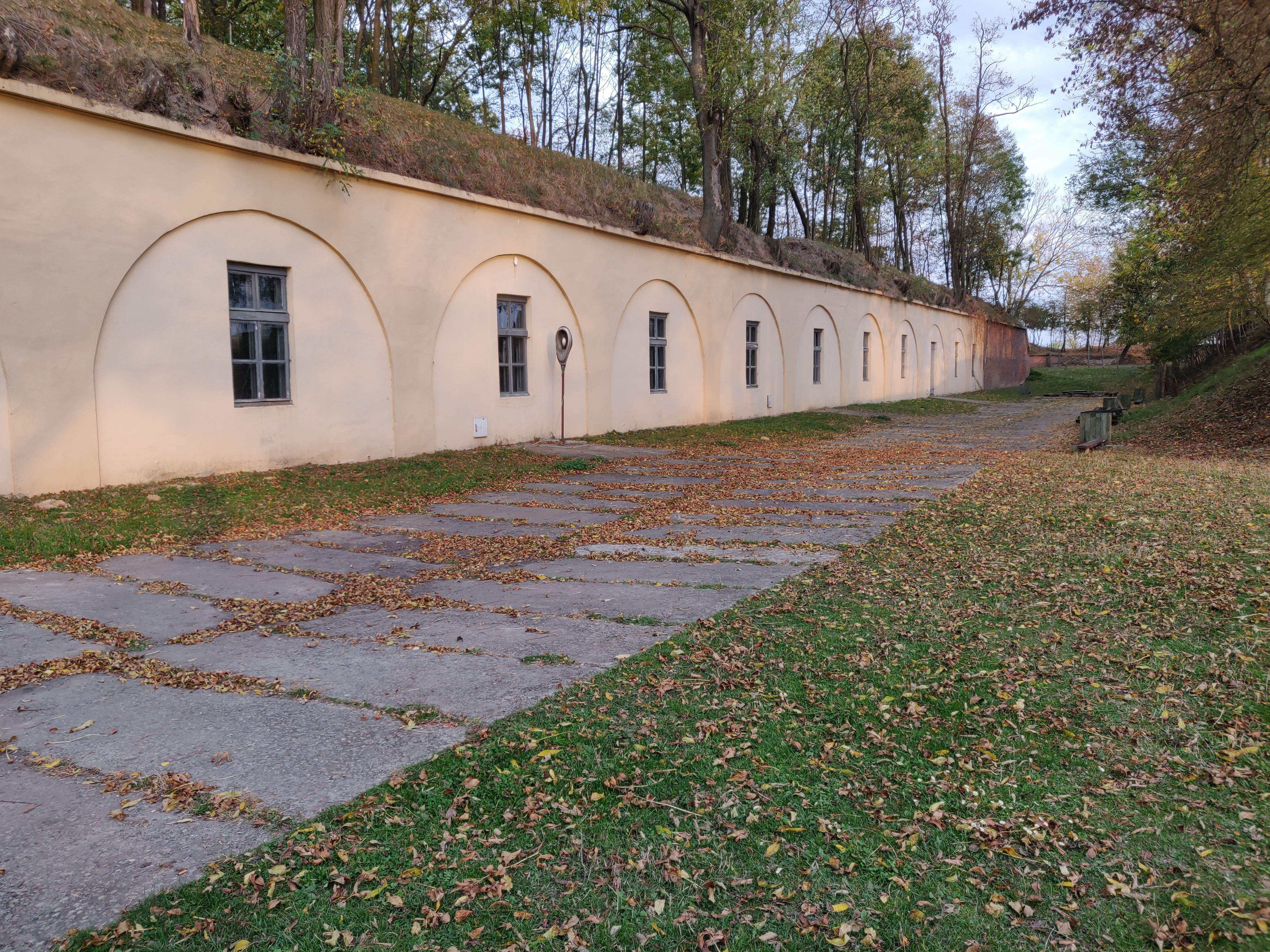
Widok od strony południowej

Muzeum Fort XII Werner w Żurawicy – muzeum, położone na terenie wsi Żurawica (powiat przemyski). Placówka mieści się w pomieszczeniach Fortu W XII „Werner”, będącego częścią Twierdzy Przemyśl i jest prywatnym przedsięwzięciem Sławomira Golonki.
Fort dla zwiedzających otwarto w 2010 roku. W ramach muzealnej ekspozycji prezentowane są pamiątki oraz eksponaty, nawiązujące do historii fortu oraz lat I wojny światowej. Na wystawie prezentowane są m.in. militaria, umundurowanie i oprzyrządowanie wojskowe, meble i przedmioty codziennego użytku oraz dokumenty i fotografie. W muzealnych wnętrzach zrekonstruowano ziemiankę z okresu wojny oraz zbudowano dioramy potyczek z czasów II wojny światowej.

Oprócz wystaw militarnych, od 2014 roku w muzeum działa Galeria Sztuki Regionalnej, działająca pod patronatem Lokalnej Organizacji Turystycznej w Przemyślu.
Muzeum jest obiektem całorocznym, czynnym codziennie. Wstęp jest płatny. Poza działalnością wystawienniczą placówka oferuje wynajem sal oraz organizację imprez okolicznościowych.